# Schneider Verlag Hohengehren
Der Schneider Verlag Hohengehren ist ein deutscher Verlag mit Hauptsachgebiet Pädagogik, der vor allem Bücher herausgibt.

## Geschichte
1927 machte sich der Prokurist Wilhelm Schneider, der in der Druckerei Langguth in Esslingen am Neckar angestellt war, mit dem kleinen angeschlossenen Verlag selbständig. Er nannte diesen Verlag Burgbücherei Wilhelm Schneider; die Burg steht dabei als Symbol für Esslingen. Die ersten eigenen Bücher erschienen im Jahr 1928 im Bereich des Heimatkundeunterrichts (Fritz Freytag: Am Heimatborn). 1932 erschien die erste Auflage von Kochen und Backen nach Grundrezepten von Luise Haarer, das auch heute noch in verschiedenen Ausgaben lieferbar ist. Bis zum Zweiten Weltkrieg produzierte der Verlag hauptsächlich Schulbücher für den Mathematik- und den Erdkundeunterricht. Nach dem Zweiten Weltkrieg trat nach Entlassung aus der Kriegsgefangenschaft Walther Schneider, der Sohn des Verlagsgründers, in den Verlag ein.
Das Programm des Verlags entwickelte sich weiter in den Bereich des Erstleseunterrichts, wo auch eine erfolgreiche Fibel produziert wurde. Anfang der 70er Jahre wurde das Schulbuchgeschäft für kleine und mittlere Verlage durch die Genehmigungspraxis der Kultusministerien wirtschaftlich immer riskanter, weshalb der Verlag im Bereich der Didaktik und Pädagogik ein neues Arbeitsgebiet suchte und mit dem Taschenbuch des Deutschunterrichts, dessen erste Auflage 1972 erschien, einen durchschlagenden Erfolg hatte. Im Jahr 1977 trat der jetzige Inhaber, Rainer Schneider, nach einem Studium der Ernährungswissenschaft in den Verlag ein und erweiterte mit seinem Bruder Ulrich Schneider, der 1985 nach einer Buchhandelslehre dazukam,  das Verlagsprogramm in viele Richtungen. 1990 wurde der Verlag in Schneider Verlag Hohengehren umbenannt, um Missverständnisse mit dem Begriff Bücherei zu beenden.
Im Jahr 1990 wurde der Röttger-Verlag in München erworben – damit kamen auch Bücher aus dem Verhaltenstherapiesektor sowie aus dem Bereich der Suchtprävention ins Verlagsprogramm. Darunter war auch das sehr erfolgreiche Buch (20. Auflage) von Ralf Schneider, Die Suchtfibel. Im Jahr 2013 glückte ein weiterer großer Erfolg mit der deutschen Ausgabe von John Hatties Visible Learning, Lernen sichtbar machen, das es sogar in die Sachbuch-Bestseller-Liste schaffte. 2021 schied der Mitinhaber Ulrich Schneider aus dem Verlag aus, der Verlag wird seither von Rainer Schneider allein geleitet. Ebenfalls wurde im Jahr 2021 eine weitgehende Kooperation mit dem Verlag wbv Media in Bielefeld vereinbart. Altershalber wurden die Neuerscheinungen im Buchbereich deutlich reduziert.

## Programm
Heute umfasst das Verlagsprogramm schwerpunktmäßig die Bereiche Pädagogik (von der Frühpädagogik bis zur Erwachsenenbildung sowie Sozialpädagogik), Didaktik (Deutsch, Sachunterricht, Politische Bildung, Sport u. a.), Suchtprävention, aber auch Kochbücher.
Im Jahr 2023 sind etwa 1000 verschiedene Buchtitel lieferbar. Pro Jahr produziert der Verlag etwa 20 Neuerscheinungen im Buchbereich.
Im Verlag erschienen beispielsweise Bücher von Rolf Arnold, Luise Haarer, John Hattie, Eckehardt Knöpfel, Astrid Kaiser, Dietmar von Reeken,  Reinhard Stähling, Rainer Winkel und Klaus Zierer.